# 及川淳子
及川淳子（おいかわ じゅんこ）は、日本の中国研究者、中央大学文学部教授。専門分野は現代中国社会、政治社会思想。

## 人物・来歴
東京都出身。10歳のときに見たドキュメンタリー映画『長江』で中国に魅了され、16歳から中国語を始める。神奈川県立弥栄西高等学校外国語コース卒、1996年桜美林大学文学部中国語中国文学科卒、98年同大学院国際学研究科環太平洋地域文化専攻博士前期修了。2006年慶應義塾大学通信教育部法学部乙類卒、2010年日本大学大学院総合社会情報研究科博士課程修了、2010年3月「現代中国の言語空間における政治文化 :李鋭を中心とする「改革派老幹部ネットワーク」の形成と変容」で博士（総合社会文化）。2005年2月から2007年2月まで外務省在外公館専門調査員（在中国大使館広報文化部）、2016年桜美林大学グローバル・コミュニケーション学群専任講師、2017年4月～2020年9月 NHKラジオ講座『おもてなしの中国語』講師、2018年中央大学文学部准教授、2023年より現職。

## 著書
- 『中国語をはじめよう! 基礎から日常会話までマスターできる入門書』ノヴァ, 2000.5 すばる舎, 2010.5
- 『とにかく30秒話す中国語基本フレーズブック』すばる舎, 2008.6
- 『現代中国の言論空間と政治文化 「李鋭ネットワーク」の形成と変容』御茶の水書房, 2012.1
- 『わたしの中国語 32のフレーズでこんなに伝わる』白水社, 2012.4
- 『中国語で伝えたい自分のこと日本のこと』白水社, 2015.3
- 『2年めの伝える中国語 自分のこと日本のこと』白水社, 2019.2
- 『11通の手紙』（劉暁波）小学館, 2019.5

### 共編著
- 『中国語で書いてみよう 文法のまとめと作文ドリル』楊光俊,高村麻実共著. 三修社, 2002.2
- 『起きてから寝るまで中国語表現700』顧蘭亭共著 アルク, 2012.1
- 『華流スターの中国語』アルク中国語ジャーナル編集部企画・編集,本間史, 顧蘭亭, 中国語ジャーナル編集部共著 アルク, 2012.11
- 『読める、聞ける、わかる!中国語ニュース』顧蘭亭共著, 中国語編集部編集. アルク, 2013.1
- 『中国語実用会話入門 DVDで体験!』張曄共著. アスク出版, 2013.7
- 『「〇八憲章」で学ぶ教養中国語』劉燕子共編. 集広舎, 2019.6
- 『起きてから寝るまで中国語表現1000 1日の「体の動き」「心のつぶやき」を全部中国語で言って会話力アップ!』顧蘭亭共著 アルク, 2019.6
- 『六四と一九八九 習近平帝国とどう向き合うのか』石井知章共編. 白水社, 2020.1

### 翻訳
- 劉暁波『天安門事件から「08憲章」へ 中国民主化のための闘いと希望』劉燕子編, 横澤泰夫, 劉燕子, 蒋海波共訳. 藤原書店, 2009.12
- 『最後の審判を生き延びて 劉暁波文集』廖天[キ], 劉霞 編, 丸川哲史,鈴木将久共訳. 岩波書店, 2011.2
- 『劉暁波と中国民主化のゆくえ』矢吹晋,加藤哲郎共著訳. 花伝社, 2011.4
- 孫旭培『中国における報道の自由 その展開と命運』(北東アジア研究叢書)高井潔司,西茹,魯諍, 雷紫雯共訳. 桜美林大学北東アジア総合研究所, 2013.7
- 馬立誠『憎しみに未来はない 中日関係新思考』岩波書店, 2014.1
- 張博樹『新全体主義の思想史 コロンビア大学現代中国講義』石井知章,中村達雄共訳. 白水社, 2019.6
- 廖亦武『銃弾とアヘン 「六四天安門」生と死の記憶』土屋昌明, 鳥本まさき共訳. 白水社, 2019.7
- 許紀霖『普遍的価値を求める 中国現代思想の新潮流』中島隆博, 王前 監訳,徐行, 藤井嘉章共訳. 叢書・ウニベルシタス 法政大学出版局, 2020.8
- 張博樹『紅い帝国の論理 新全体主義に隠されたもの』中村達雄共訳. 白水社, 2022.7
- 栄剣『現代中国の精神史的考察 繁栄のなかの危機』石井知章 監訳，阿古智子，及川淳子，古畑康雄，大熊雄一郎，村上太輝夫，麻生晴一郎，劉燕子 訳. 白水社, 2023.8

## 論文
- <及川淳子